# Казантай
Казанта́й (каз. Қазантай) — село у складі Аккулинського району Павлодарської області Казахстану. Входить до складу Малибайського сільського округу.
Населення — 195 осіб (2021; 268 у 2009, 440 у 1999, 594 у 1989).
Національний склад станом на 1989 рік:
- казахи — 100 %